# Бемби
«Бемби» (нем. Bambi. Eine Lebensgeschichte aus dem Walde — «Бемби. Биография из леса») — австрийский роман, написанный Феликсом Зальтеном и опубликованный Ullstein Verlag в 1923 году.
Роман рассказывает о жизни Бемби, самца косули (в русских переводах и пересказах — оленёнок), от момента рождения: о детстве, потере матери, нахождении друга, уроках, которые он получает от своего отца, и опасностях в виде охотников. Книга была переведена более чем на 30 языков мира. В 1939 году Зальтен выпустил продолжение, «Дети Бемби» (нем. Bambis Kinder, eine Familie im Walde — «Дети Бемби, семья в лесу»).
Роман был хорошо принят критиками, считается классическим и одним из первых энвайронменталистских романов. Он был адаптирован в анимационный фильм «Бэмби» студией Walt Disney Productions в 1942 году и в два игровых фильма — «Детство Бемби» и «Юность Бемби» — киностудией имени Горького в 1985 и 1986 годах.

## Сюжет
Бемби родился в зарослях леса у молодой самки-косули поздней весной. В течение лета мать рассказывает ему о различных обитателях леса и о том, как живут косули. Когда он кажется ей достаточно взрослым, она отводит его на луг, про который он узнаёт, что это прекрасное, но в то же время опасное место, так как косули там оказываются у всех на виду. После изначального страха из-за предупреждения матери, Бемби нравится полученный опыт. В последующем путешествии Бемби знакомится со своей тётей Эной и её детёнышами-двойняшками Фалиной и Гобо. Они быстро становятся друзьями и обмениваются узнанным о лесе. Когда они играют, они впервые видят принцев — самцов-косуль. Когда они исчезают, малыши узнают, что это их отцы, но отцы редко находятся рядом или говорят с самками и молодняком.
Когда Бемби вырастает, мать начинает оставлять его одного. Ища её одним днём, косулёнок впервые видит «Его» — человека — что пугает его. Человек поднимает ружьё и целится в него, и Бемби стремглав убегает вместе с матерью. После того, как один самец косули обругал Бемби за то, что тот плакал и звал мать, он привыкает время от времени оставаться один. Позднее он узнаёт, что этого самца называют «Великий Король» и он самая старая и большая косуля в лесу, известная своею хитростью и замкнутостью. Зимой Бемби знакомится с Мареной, молодой самкой, Неттлой, старой самкой, более не выращивающей молодняк, и двумя принцами, Ронно и Карусом. Среди зимы охотники выходят в лес и убивают много животных, включая мать Бемби. Гобо также пропадает и считается за мёртвого.
После этого роман пропускает год, отмечая, что за Бемби ухаживает Неттла, и что когда у него появился первый рог, другие самцы начали задирать его. Летом у Бемби вырастает второй рог. Он воссоединяется со своею кузиной Фалиной. После того, как Бемби начинает вступать в схватки и побеждает сначала Каруса, а затем Ронно, он и Фалина влюбляются друг в друга. Они проводят много времени вместе. В это время старый Король спасает жизнь Бемби, когда тот почти подбегает к охотнику, имитирующему крик косули. Это учит молодого косулёнка быть осторожным и не бежать навстречу любому зову. Летом Гобо возвращается в лес: оказывается, что его выходил человек, который во время охоты, на которой погибла мать Бемби, нашёл Гобо в снегу. Хотя его мать и Марена приветствуют его и хвалят как «друга» человека, старый Король и Бемби жалеют Гобо. Марена становится его подругой, но через несколько недель Гобо убивают, когда он подбегает к охотнику на лугу, решив, что верёвка, повязанная человеком-спасителем ему на шею, защищает его ото всех людей.
Бемби продолжает расти, он начинает проводить бо́льшую часть времени в одиночестве, избегая Фалины, которую меланхолически любит. Несколько раз он встречает старого Короля, который обучает его остерегаться силков, показывает, как освобождать из них других животных, и наставляет косулёнка, советуя не идти по следу во избежание ловушек. Когда Бемби подстреливает охотник, Король показывает ему, как ходить кругами, пока кровотечение не остановится, чтобы запутать людей и их собак. Когда Бемби вырастает, старый Король демонстрирует ему, что человек не так уж всемогущ, указывая на мёртвого мужчину, застреленного другим охотником. По признанию Бемби, он теперь понимает: «Он» не всемогущ, есть нечто «Другое» над всеми животными, Король говорит Бемби, что всегда любил его, и называет «сыном» перед тем, как уйти умирать.
В конце романа Бемби знакомится с двойняшками-косулятами, зовущими свою мать, и ругает их за то, что они не могут оставаться одни. После того как Бемби покидает их, он размышляет, что самка напомнила ему о Фалине, а самец-косулёнок имеет потенциал, и надеется встретиться с ним, когда тот подрастёт.

## История публикации
Зальтен написал книгу после Первой мировой войны, рассчитывая на интерес взрослой аудитории. Роман был впервые опубликован в Австрии Ullstein Verlag в 1923 году и переопубликован в 1926 году в Вене.
На английский язык книга была переведена Уиттакером Чэмберсом по заказу издательства Simon & Schuster. Издательство опубликовало первое англоязычное издание книги в 1928 году с иллюстрациями Курта Визе под заголовком Bambi. A Life in the Woods (с англ. — «Бемби. Жизнь в лесах»). The New York Times назвала роман «великолепно переведённым».
На русском языке роман известен в переводах Юрия Марковича Нагибина и Владимира Матвеевича Летучего. Также существуют переводы Инны Борисовны Шустовой, Игоря Юрьевича Куберского, Леонида Львовича Яхнина и Е. В. Недорезовой.

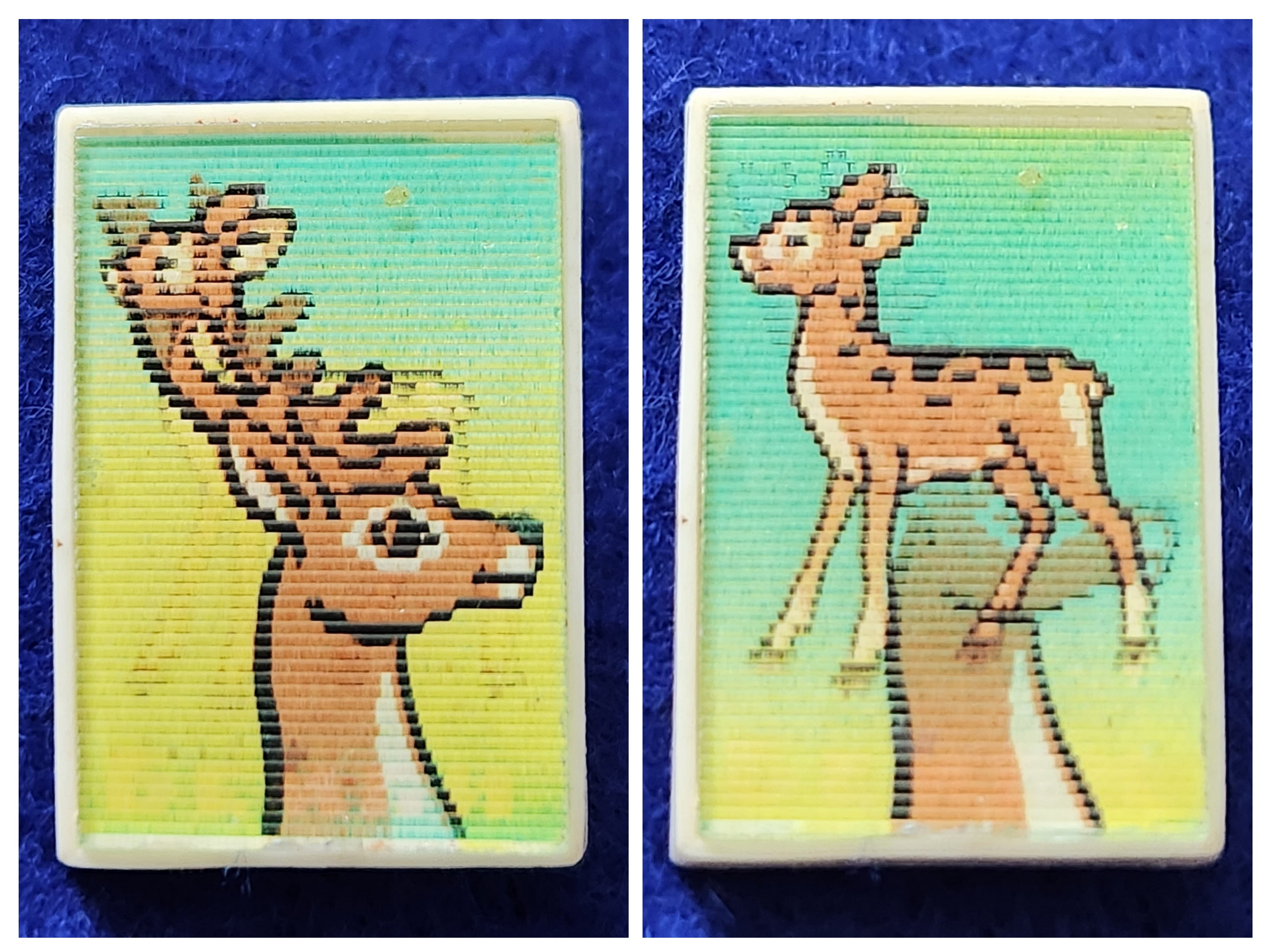
Бэмби и Великий Князь значок переливной

В 80-х годах прошлого столетия в СССР (конкретно в УССР) первые главы романа Зальтена были напечатаны в «Читанке» (книге для чтения для младших школьников) с иллюстрациями на основе кадров из диснеевского мультфильма «Бемби» 1942 года и указанием автора — Уолт Дисней.
Всего были выпущены более 200 изданий романа, включая почти 100 англоязычных и немецкоязычных изданий, и многочисленные переводы и переиздания на более чем 30 других языках. Роман также был выпущен в различных форматах, включая печатные издания, аудиокниги, книги в шрифте Брайля и электронные книги.

### Авторские права
Когда Зальтен опубликовал «Бемби» в 1923 году, он сделал это по законам об авторском праве Германии, не требовавшим утверждений о защите книги авторским правом. В переиздании 1926 года он включил уведомление об авторских правах США, так что книга считалась защищённой авторским правом в США с 1926 года. В 1936 году Зальтен продал некоторые права на роман продюсеру Metro-Goldwyn-Mayer Сидни Франклину, который передал их Уолту Диснею для создания киноадаптации. 
После смерти Зальтена в 1946 году его дочь Анна Вилер (нем. Anna Wiler) унаследовала авторские права и возобновила охраняемость книги авторским правом в 1954 году. В 1958 году она заключила три договора с Disney касательно прав на роман. После её смерти в 1977 году права перешли её мужу, Вайту Вилеру (нем. Veit Wyler), и её детям, которые удерживали права на книгу до 1993 года, после чего продали их издательскому дому Twin Books. Twin Books и Disney разошлись в условиях и юридической силе изначального соглашения Disney с Анной Вилер и продолжающимся использованием Disney имени Бемби.
Когда компании пришли к неразрешимым противоречиям, Twin Books подала иск против Disney за нарушение авторских прав. Disney утверждала, что из-за того, что оригинальное издание Зальтена в 1923 году не включало уведомления об авторских правах, по американским законам оно немедленно становилось работой в общественном достоянии. Компания также утверждала, что, так как роман был опубликован в 1923 году, возобновление авторских прав Анной Вилер в 1954 году состоялось после крайнего срока и поэтому было юридически недействительным. Судебное разбирательство рассматривалось окружным судом США в северном округе Калифорнии, который постановил, что роман был защищён авторским правом во время публикации в 1923 году и не был работой в общественном достоянии. Однако, подтвердив 1923 год как год публикации, это подтвердило и претензию Disney, что возобновление авторских прав было совершено слишком поздно и что роман перешёл в общественное достояние в 1951 году.
Twin Books обжаловало решение, и в марте 1996 года Апелляционный суд девятого округа США аннулировал изначальное решение, утверждая, что роман был иностранной работой в 1923 году, не бывшей в общественном достоянии в стране происхождения, поэтому дата оригинальной публикации не может использоваться в обсуждении американского авторского права. Вместо этого датой, с которой роман был защищён авторским правом в США, была признана дата публикации в 1926 году, в которой впервые указывалась таковая защита. Поэтому возобновление авторских прав Анной Вилер было признано своевременным и имеющим силу, тем самым подтвердив удержание Twin Books авторских прав на книгу.
Решение в деле Twin Books Corporation против Walt Disney Company до сих пор признаётся спорным многими экспертами в области авторского права. Дэвид Ниммер в статье 1998 года утверждал, что решение по этому делу означает, что древнегреческий эпос, опубликованный за пределами США без соблюдения требуемых формальностей, также может быть субъектом авторского права. Ниммер охарактеризовал это решение как «явно абсурдное».
Защита авторских прав на книгу в США истекает 1 января 2022 года, в то время как в Европейском союзе книга находится в общественном достоянии с 1 января 2016 года.

### Продолжение
Живя в Швейцарии, после того как был вынужден покинуть оккупированную нацистской Германией Австрию, Зальтен написал продолжение романа — «Дети Бемби», где рассказывается о рождении и жизни Гено и Гурри, детей-двойняшек заглавного героя. Косулята общаются с разными животными, они обучаются, находясь под опекой отца, пока растут. Они также узнают многое о людях, включая как охотников, так и егеря, пытающегося защитить косуль. Из-за статуса Зальтена английский перевод романа был опубликован в США в 1939 году издательством Bobbs-Merrill. В Швейцарии продолжение романа было выпущено только через год.

## Критика
«Бемби» стал «невероятно популярен» после своего выпуска, став «книгой месяца» и разошедшись тиражом в 650 тысяч экземпляров в США к 1942 году. Тем не менее роман был впоследствии запрещён в нацистской Германии в 1936 году как «политическая аллегория на обращение с евреями в Европе». Множество экземпляров книги было сожжено, из-за чего первые издания романа являются библиографической редкостью.
Читателя сильно и захватывающе заставляют почувствовать ужас и страдание жертвы, хитрость и жестокость дикаря, терпение и преданность матери своему детёнышу, ярость соперников в любви, изящество и одиночество великих принцев леса. В словесных изображениях, которые иногда захватывают дыхание, автор рисует лес во всех его настроениях — брошенным в сумасшествие бурями, белым и тихим подо снегом или шепчащим и поющим себе на заре.
— Луиз Лонг, The Dallas Morning News, 30 октября 1938 года.
В своём предисловии к роману Джон Голсуорси назвал его «восхитительной книгой» и «небольшим шедевром», показывающим «тонкость восприятия и необходимые истины». Он отмечает, что, читая гранки романа во время пересечения Ла-Манша, он, его жена и его племянник читали роман три часа, «молча поглощая» каждую страницу. Обозреватель The New York Times Джон Чемберлен похвалил «нежный, ясный стиль» Зальтена, который «выводит вас из себя». Он считал, что Зальтен сумел передать сущность каждого животного в разговоре, поймав «ритм созданий, населяющих его лесной мир», и показал особое «понимание» в деталях описания жизни Бемби. Обозреватель Catholic World похвалил подход к теме, отметив, что он «отмечен поэзией и симпатией [c] очаровательными отсылками к немецкому фольклору». Тем не менее ему не понравилось «перенесение отдельных человеческих идеалов в животный ум» и туманные отсылки к религиозным аллегориям. The Boston Transcript назвал книгу «нежной аллегорией жизни». Saturday Review посчитал её «красивой и изящной», отметив её редкую «индивидуальность». The Times Literary Supplement утверждал, что роман — «повесть с исключительным очарованием, хотя и недостоверная в отношении жизни животных». Изабель Илай Лорд в рецензии для American Journal of Nursing, назвала его «восхитительной историей о животных», а Зальтена — «поэтом», чьи «изображения лесов и их обитателей незабываемы». Сравнивая «Бемби» и более позднюю работу Зальтена, роман «Перри», в котором Бемби также ненадолго появляется, обозревательница Луиз Лонг из The Dallas Morning News посчитала обе истории «тихо и полностью [захватывающими] сердце». Лонг посчитала прозу «уравновешенной, подвижной и красивой как поэзия» и похвалила Зальтена за его способность дать животным, казалось бы, человеческую речь, не нарушив «их сущность».
Вики Смит из The Horn Book Magazine посчитала роман кровавым по сравнению с поздней адаптацией Disney и назвала его «душещипательным». Критикуя его как один из наиболее известных романов против охоты, она заключает, что роман непросто забыть, и хвалит «стержневую сцену», в которой умирает мать Бемби, утверждая, что «сдержанное заключение этой сцены, „Бемби никогда больше не видел свою мать“, мастерски пробуждает простой эмоциональный отклик». Она ставит под сомнение рекомендацию Голсоурси этого романа спортсменам в своём предисловии, задаваясь вопросом о том, «как много начинающих спортсменов может измениться перед лицом безысходной речуги Зальтена и как много может быть вместо этого отчуждено». Сравнивая роман с фильмом Disney, Стив Чеппл из Sports Afield посчитал, что Зальтен видел лес Бемби «весьма страшным местом» и что роман в целом имеет «множество тёмных взрослых подтекстов». Интерпретируя его как аллегорию к собственной жизни Зальтена, Чеппл утверждал, что автор романа представляется «немного впечатлительным, проявляющим излишнее сочувствие европейским интеллектуалом». Джеймс Стерба из The Wall Street Journal также посчитал его «антифашистской аллегорией» и саркастически отметил, что «вы найдёте [книгу] в детском разделе библиотеки, прекрасном месте для этого 293-страничного издания, состоящего из жестоких сцен, сексуального завоевания и предательства» и «лес полон головорезов и негодяев. Я насчитал по крайней мере шестерых убийц (включая трёх детоубийц) среди товарищей Бемби».
Критики считают «Бемби» одним из первых энвайронменталистских романов.

## Адаптации

### Фильмы

#### Анимационный фильм Уолта Диснея
Когда над Австрией нависла угроза аншлюса, Макс Шустер (англ. Max Schuster) спонсировал вылет еврея Зальтена из нацистской Германии и помог представить его и «Бемби» кинокомпании Walt Disney Productions. Сидни Франклин, продюсер и директор Metro-Goldwyn-Mayer, купил права на фильм в 1933 году, изначально пожелав сделать игровую адаптацию романа. Решив, что такой фильм будет слишком тяжело сделать, он продал права Уолту Диснею в апреле 1937 года в надежде, что он будет адаптирован в анимационный фильм. Дисней начал работать над фильмом незамедлительно, намеревавшись сделать его вторым полнометражным фильмом компании и первым её фильмом, основанным на конкретной недавней работе.
Оригинальный роман, написанный для взрослой аудитории, был сочтён слишком «жестоким» и «мрачным» для молодёжной аудитории, на которую рассчитывал Дисней, и так как работа требовала адаптировать роман, Disney отложила производство фильма, работав над несколькими другими работами. В 1938 году Disney назначила Перса Пирса и Карла Фоллберга работать над сценарием фильма, но внимание к нему вскоре прекратилось, когда студия начала работать над мультфильмом «Фантазия». Наконец, 17 августа 1939 года началось производство фильма, хотя оно проходило медленно из-за изменений в составе работников студии, местоположении и методологии анимации в то время. Написание сценария было завершено в июле 1940 года и к этому времени бюджет фильма составил 858 тысяч долларов. В дальнейшем Disney был вынужден вырезать 12 минут из фильма до финальной прорисовки, чтобы снизить затраты производства.
Сильно отличавшийся от оригинального романа анимационный фильм «Бемби» был выпущен в кинотеатрах США 8 августа 1942 года. Версия Disney значительно преуменьшает натуралистические и энвайронменталистские элементы романа, дав ему более лёгкое и дружелюбное ощущение. Добавление двух милых и добрых персонажей, зайца Топотуна и скунса Цветочка, также было сделано, чтобы дать фильму желаемое ощущение. Считающийся классическим фильм был назван «венчающим достижением анимационной студии Уолта Диснея» и занял третье место среди фильмов анимационного жанра в списке «10 лучших американских фильмов в 10 классических жанрах» по версии Американского института киноискусства.
С 2001 года находился в разработке полнометражный анимационный фильм «Бэмби 2», который вышел в 2006 году. Мультфильм выпустила студия DisneyToon — австралийское подразделение компании Уолта Диснея. «Бэмби 2» — не продолжение, а дополнение первой части «Бэмби» 1942 года

#### Советские художественные фильмы
В 1985 году киностудией имени Максима Горького была выпущена советская русскоязычная игровая адаптация «Детство Бемби», распространявшаяся в формате VHS. Она была срежиссирована Натальей Бондарчук, которая также написала сценарий совместно с Юрием Нагибиным, а музыка к фильму была написана Борисом Петровым. Сын Натальи, Ваня Бурляев, и её муж Николай Бурляев сыграли маленького Бемби и Бемби-юношу соответственно, а Фалина была сыграна Катей Лычёвой (ребёнок) и Галиной Беляевой (взрослая девушка). В этой адаптации фильм начинается с использования животных, затем их сменяют актёры, а в конце вновь используются животные.
Продолжение фильма, «Юность Бемби», было выпущено в 1986 году. Главные роли — Бемби и Фалину — вновь сыграли Н. Бурляев и Г. Беляева. Используя более 100 видов животных и будучи снят в различных локациях в Крыму, на горе Эльбрус, в Латвии и Чехословакии, фильм рассказывает о возлюбленных Бемби и Фалине, которые отправляются на поиски цветка жизни. Оба фильма были выпущены в регионе 2 на DVD с русскими и английскими субтитрами компанией RUSCICO в 2000 году. DVD первого фильма также включало в себя французскую звуковую дорожку, в то время как второй содержал вместо этого французские субтитры.

#### Фильм ужасов
21 ноября 2022 года компании ITN Distribution и Jagged Edge Productions объявили о разработке игрового фильма ужасов «Бэмби. Лесной кошмар», режиссёром которого стал Дэн Аллен, а продюсерами — Скотт Джеффри и Рис Фрейк-Уотерфилд. Выход в США состоялся 25 июля 2025 года События фильма разворачиваются в той же вселенной, что и «Винни-Пух: Кровь и мёд», а сюжет рассказывает о том, как мутировавший Бэмби охотится на людей в лесу.

### Балет
Театр балета Орегона адаптировал «Бемби» в балетную постановку, озаглавленную Bambi: Lord of the Forest (с англ. — «Бемби: Властелин леса»). Её планировалось представить в марте 2000 года в качестве части сезона 2000—2001. Балет был создан художественного руководителя Джеймса Кэнфилда (англ. James Canfield) и композитором Томасом Лодердейлом (англ. Thomas Lauderdale), постановка планировалась в качестве интерпретации книги, а не фильма Disney. Обсуждая адаптацию, Кэнфилд утверждал, что книгу подарили ему на Рождество и она показалась ему «классической историей о взрослении и жизненном цикле». Он также утверждал, что постановка была вдохновлена только романом и не включала в себя элементы фильма Disney. После изначального объявления авторы начали называть работу The Collaboration (с англ. — «Сотрудничество»), так как Disney удерживал права на лицензию названия Bambi и они не хотели бороться за права использования. Местная пресса начала обсуждать альтернативные названия для постановки, включая Not-Bambi (с англ. — «Не-Бемби»), Кэнфилд назвал этот вариант своим любимым в насмешку над Disney. Выпуск постановки был отложен по необъяснённым причинам и постановка всё ещё ожидается.

### Театр
Драматург Джеймс Девита из First Stage Children’s Theater написал театральную адаптацию романа. Сценарий был опубликован Anchorage Press Plays 1 июня 1997 года. Адаптация под названием Bambi—A Life in the Woods написана в расчёте на детскую аудиторию, постановка состоялась в нескольких театрах США. Сценарий требует выносной сцены и предполагает участие по крайней мере 9 актёров (5 мужчин и 4 женщин) в 13 ролях. The American Alliance Theatre and Education наградила работу премией Distinguished Play Award (с англ. — «Награда за выдающуюся пьесу») за адаптацию.
В ТЮЗе Санкт-Петербурга в 1970-х годах З. Я. Корогодский поставил спектакль «Бемби» с Ириной Соколовой в главной роли. В 2015 году этот же театр поставил спектакль «Дети Бемби», где режиссёром-постановщиком выступил актёр театра, народный артист России Валерий Дьяченко.

### Книга Джанет Шульман
В 1999 году роман был адаптирован в детскую иллюстрированную книгу в твёрдом переплёте Джанет Шульман (англ. Janet Schulman) с иллюстрациями Стива Джонсона (англ. Steve Johnson) и Лу Фэнчер (англ. Lou Fancher), и опубликован издательством Simon & Schuster в качестве части импринта Atheneum Books for Young Readers. В адаптации Шульман попыталась сохранить лирическую атмосферу оригинального романа. Она отмечает, что вместо того, чтобы переписать роман, она «практически полностью повторила язык Зальтена», перечитав роман несколько раз и «сохранив диалог и проникновенные реплики Зальтена». В книге сохранилась лирика оригинала, но из-за сокращения были утеряны его «величие и загадка». При создании иллюстраций художники старались сделать их как можно реалистичнее, работая в цвете, а не набросками. В 2002 году адаптация Шульман была выпущена в формате аудиокниги издательством Audio Bookshelf; книга прочитана Фрэнком Доланом (англ. Frank Dolan).